# Ruperto de Nola
El mestre Robert (en castellano, maestro Roberto o maestro Robert), también conocido como Robert de Noia y como Robert de Nola, es el autor del "Llibre del Coch", un recetario de cocina catalana, escrito en catalán e impreso por primera vez en el siglo XVI, en Barcelona, y que fue traducido posteriormente al español y otras lenguas. Nació en Cataluña. A pesar de algunos de sus apodos, no hay ningún indicio de que naciera en ninguna localidad llamada Nola ni tampoco en Noia.
Este catalán es famoso por haber escrito en 1477 uno de los primeros libros de cocina en Europa y se considera una referencia para conocer la cocina del Renacimiento. La mayor parte de las recetas del cual se basan en el recetario medieval catalán Llibre de Sent Soví y también añade otras aragonesas, occitanas, francesas, italianas y árabes. Ninguna de las recetas es castellana o de otros reinos actualmente españoles no pertenecientes a la Corona de Aragón.

## Biografía
Poco se sabe ciertamente de su vida aparte de lo que él mismo escribe en el título del Llibre del Coch: que fue mestre, maestro, se supone que jefe de cocina, de un tal Don Fernando rey de Nápoles, que la mayoría de autores coincide en que debió de ser Fernando I de Nápoles, y que se hacía llamar Robert. En la actualidad, los estudiosos de su obra, como Jaume Fàbrega, Eliana Thibaut i Comalada, Janet Long, etc. suelen coincidir en que su lengua materna y de trabajo es el catalán, y que debió de ser catalán nacido en España.

## ElLlibre del Coch
La primera edición del libro apareció el año 1520 en catalán ("Lybre de doctrina Pera ben Servir: de Tallar: y del Art de Coch" o Lo Llibre de Coch) a mediados del siglo XV. Recopilaba recetas catalanas y, para desmarcarse del anterior Llibre de Sent Soví, del que copió técnicas (como cortar la carne, por ejemplo) y recetas; añadió otras de otras gastronomías, como la italiana, la occitana y la francesa. Fue, en palabras del también catalán Josep Pla, "un verdadero best seller" que se editó cinco veces en catalán y, sorprendentemente, ya que no tenía ni una receta castellana, se tradujo cinco años después al castellano y se reeditó aún más veces. 
Esta traducción en castellano se editó por primera vez en Toledo en 1525: Libro de Guisados, manjares y potajes intitulado Libro de cocina. El libro ha sido plagiado en el libro de cocina de Diego Granado titulado “Arte de Cocina” e impreso en el año 1599.

## Ediciones modernas
- Libro de cozina, maestro Robert; introducción, notas y vocabulario de Carmen Iranzo, Madrid: Taurus, 1982
- Libro de guisados, maestro Robert; edición y estudio por Dionisio Pérez ('Post-Thebussem'), Huesca: La Val de Onsera, 1994, ISBN 978-84-88518-10-1
- La Cocina mediterránea en el inicio del Renacimiento por Juan Cruz Cruz. Huesca, La Val de Onsera,1997. Incluye el "Libro de arte culinario" de Martino da Como (p.125-225) y el "Libro de guisos" del maestro Robert (p. 227-375), ISBN 978-84-88518-39-2
- Libre del coch : tractat de cuina medieval, Mestre Robert; edición a cargo de Veronika Leimgruber. Barcelona, Curial, 1996.
- Libro de guisados, manjares y potajes compuesto por el Maestro Robert, cocinero que fue del Serenísimo Señor Rey don Hernando de Nápoles, Madrid, Los Papeles de son Armadans, 1969. (Facsímil de la edición de Logroño, Diego Pérez Dávila, 1525.)
- Roberto de Nola, Le livre de cuisine, primera traducción al francés, edición crítica de Nathalie Peyrebonne, París, Classiques Garnier, 2011.

## Curiosidades
En su obra "Libro de manjares y potajes con el nombre de libro de cocina" hay una receta de gato asado de la que dice "se puede comer de él, porque es muy buena vianda" excepto por los sesos ya que "comiendo de ellos podría perder el seso y el juicio el que los comiere".